# Razorblade Romance
Razorblade Romance é o segundo álbum de estúdio da banda finlandesa HIM, sendo lançado em 1999 na Finlândia e em Janeiro de 2000 no resto da Europa, com excepção do Reino Unido que aconteceu em Maio do mesmo ano. Em 2020, a revista Metal Hammer o elegeu como um dos 20 melhores álbuns de metal de 1999.
| Críticas profissionais                                                      | Críticas profissionais |
| Avaliações da crítica                                                       | Avaliações da crítica  |
| Fonte                                                                       | Avaliação              |
| --------------------------------------------------------------------------- | ---------------------- |
| allmusic                                                                    | [ 2 ]                  |
| Esta tabela precisa de ser acompanhada por texto em prosa. Consulte o guia. |                        |

## Faixas

### Edições finlandesa e alemã
1. "I Love You (Prelude to Tragedy)"
2. "Poison Girl"
3. "Join Me in Death"
4. "Right Here in My Arms"
5. "Gone With the Sin"
6. "Razorblade Kiss"
7. "Bury Me Deep Inside Your Heart"
8. "Heaven Tonight"
9. "Death Is In Love With Us"
10. "Resurrection"
11. "One Last Time"

### Edição especial alemã
1. "I Love You (Prelude to Tragedy)"
2. "Poison Girl"
3. "Join Me in Death"
4. "Right Here in My Arms"
5. "Gone With the Sin"
6. "Razorblade Kiss"
7. "Bury Me Deep Inside Your Heart"
8. "Heaven Tonight"
9. "Death Is In Love With Us"
10. "Resurrection"
11. "One Last Time"
12. "Sigillum Diaboli"
13. "The 9th Circle"